# Pyrrhosoma latiloba
Pyrrhosoma latiloba là loài chuồn chuồn trong họ Coenagrionidae. Loài này được Yu, Yang & Bu mô tả khoa học đầu tiên năm 2008.